# Karl Theodor von Lutz
Karl Theodor Lutz, seit 1904 Ritter von Lutz (* 15. Januar 1842 in Würzburg; † 25. April 1905 in Regensburg) war ein deutscher Politiker und Verwaltungsjurist.

## Leben
Karl Theodor Lutz trat nach dem Studium der Rechtswissenschaften 1859 bis 1863 in Würzburg in bayerische Staatsdienste. Er war Mitglied des Bayerischen Landtags 1887 bis 1892 (Ende 1887 ausgetreten wegen Beförderung zum kgl. Regierungsrat bei der Kreisregierung der Oberpfalz und von Regensburg, Kammer des Inneren, wiedergewählt 1888). 1899 bis zu seinem Tod 1905 war er Regierungspräsident der Oberpfalz. Nachdem Lutz 1895 das Ritterkreuz IV. Klasse des Verdienstordens vom Heiligen Michael erhalten hatte, verlieh ihm Prinzregent Luitpold das Ritterkreuz des Verdienstordens der Bayerischen Krone. Damit verbunden war die Erhebung in den persönlichen Adelsstand und er durfte sich nach der Eintragung in die Adelsmatrikel „Ritter von Lutz“ nennen.